# Teodorico (nome)
Teodorico  è un nome proprio di persona italiano maschile.

## Varianti
- Maschili
  - Ipocoristici: Teo
- Femminili: Teodorica[2][3]
  - Ipocoristici: Tea

### Varianti in altre lingue
- Basso-tedesco: Dederick[4]
- Catalano: Teodoric[5], Todolì[5]
- Ceco: Dětřich
- Danese: Didrik[6]
- Estone: Tiidrik[7]
- Francese: Thierry[1][7][8]
- Frisone
  - Ipocoristici: Tiede[7], Durk[7]
- Germanico: Theoderich[7], Theuderik[1], Theutrich[7], Thiudarik[1], Þiudreiks[7]
- Inglese: Theodoric[7][8], Theodorick[8]
  - Ipocoristici: Dirk[7], Derek[4]
  - Inglese antico: Theodric[8]
- Latino: Theodericus[1], Theodoricus[1][2][7], Theudoricus[7]
- Norreno: Þjóðrekr[6]
- Norvegese: Didrik[6]
- Olandese: Diederik[7], Diederick[7]
  - Ipocoristici: Dick[7], Dirk[7], Diede[7], Ties[7]
- Spagnolo: Teodorico[5]
- Svedese: Didrik[6]
- Tedesco: Dietrich[1][7], Diederich[7]
  - Ipocoristici: Dirk[7], Tilo[7]

## Origine e diffusione

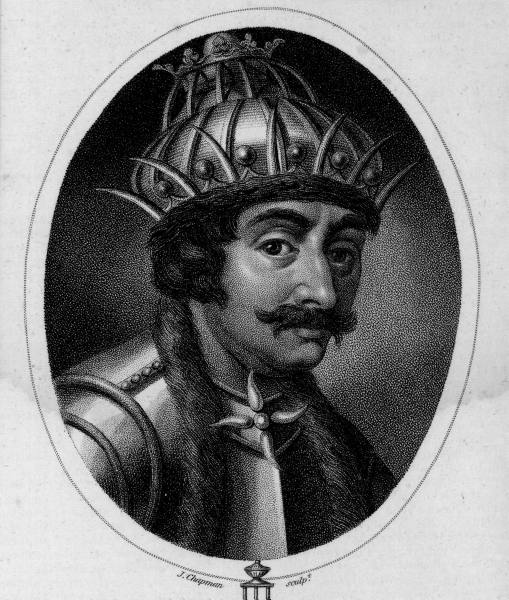
Teodorico il Grande

Si tratta di un nome di origine germanica, attestato in varie forme, tra cui Thiudarik e Þiudreiks, usate tra gli ostrogoti: è composto dai termini thiuda ("popolo") e rik ("padrone", "signore", "sovrano"), e quindi può essere interpretato come "signore/re del popolo", "potente fra il popolo". Entrambe le radici sono comuni nell'onomastica germanica: la prima si ritrova anche in Teodolinda, Detlef, Dieter e Teodemaro, la seconda in Enrico, Riccardo, Federico e molti altri. 
Il nome è noto principalmente per essere stato portato da Teodorico il Grande, capo ostrogoto che divenne re d'Italia: alla sua epoca gli ostrogoti erano perlopiù latinizzati, e il suo nome è quindi attestato come Theodericus oppure Theodoricus, quest'ultima probabilmente alterata per associazione con il nome greco Teodoro, col quale non ha però alcun rapporto etimologico.
Il nome non ha mai avuto particolare fortuna in Italia, a parte durante il regno di Teodorico; negli anni settanta se ne contavano circa settecento occorrenze, sparse nel Centro-Nord.
In Inghilterra, dove già esisteva un nome imparentato inglese antico Theodric, venne portato dai Normanni, evolvendosi nelle forme Terrick e Terry. Nel XV secolo venne introdotta dai Paesi Bassi anche la forma Dederick; da essa discendono due nomi inglesi moderni, Derek e Dirk: quest'ultimo, in origine una forma abbreviata, venne resa celebre nei paesi anglofoni dall'attore Dirk Bogarde, di discendenza olandese (e coincide inoltre con il nome del dirk, un tipo di pugnale scozzese). Nel XVII secolo venne riportata in voga la forma storica latineggiante Theodoric.

## Onomastico
L'onomastico si può festeggiare in memoria di più santi, alle date seguenti:
- 27 gennaio, san Teodorico, vescovo di Orléans[10][11]
- 2 febbraio, san Teodorico, vescovo di Minden, uno dei martiri di Ebstorf[1][11]
- 1º luglio, san Teodorico di Mont-d'Or, discepolo di san Remigio, abate presso l'odierna Saint-Thierry[1][10][11]
- 1º luglio, san Teodorico, abate di Saint-Evroul (Saint-Evroult-Notre-Dame-du-Bois)[10]
- 9 luglio, san Teodorico Balat, martire a Taiyuan con altri compagni durante la rivolta dei Boxer[10]
- 9 luglio, san Teodorico van der Eem, sacerdote francescano, uno dei martiri di Gorcum uccisi dai Geuzen[1][10]
- 25 ottobre, san Teodorico, martire nella Turenna[1]

## Persone
- Teodorico, antipapa
- Teodorico I, re merovingio
- Teodorico II, re merovingio
- Teodorico III, re merovingio
- Teodorico IV, re merovingio
- Teodorico I, re visigoto
- Teodorico II, re visigoto

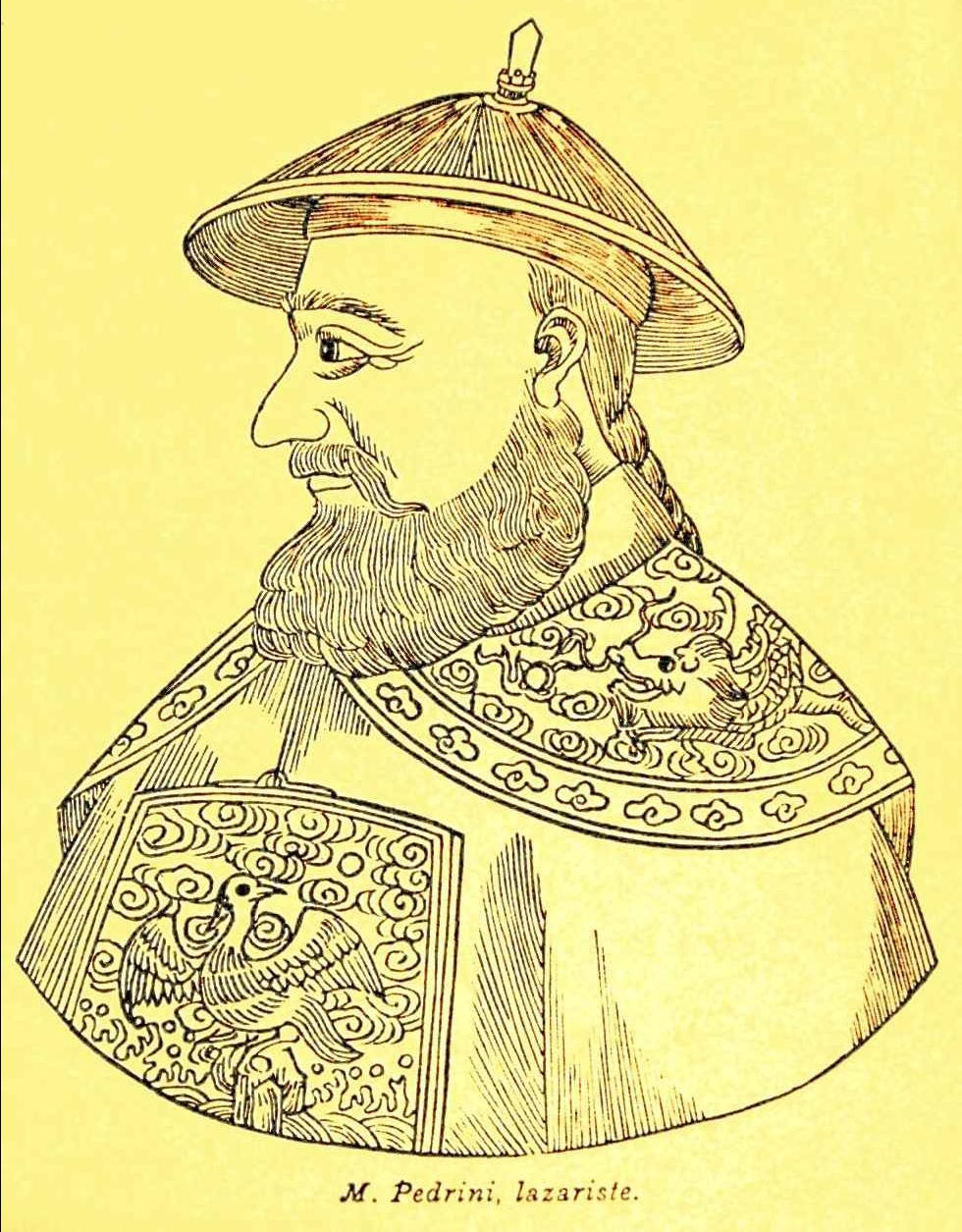
Teodorico Pedrini

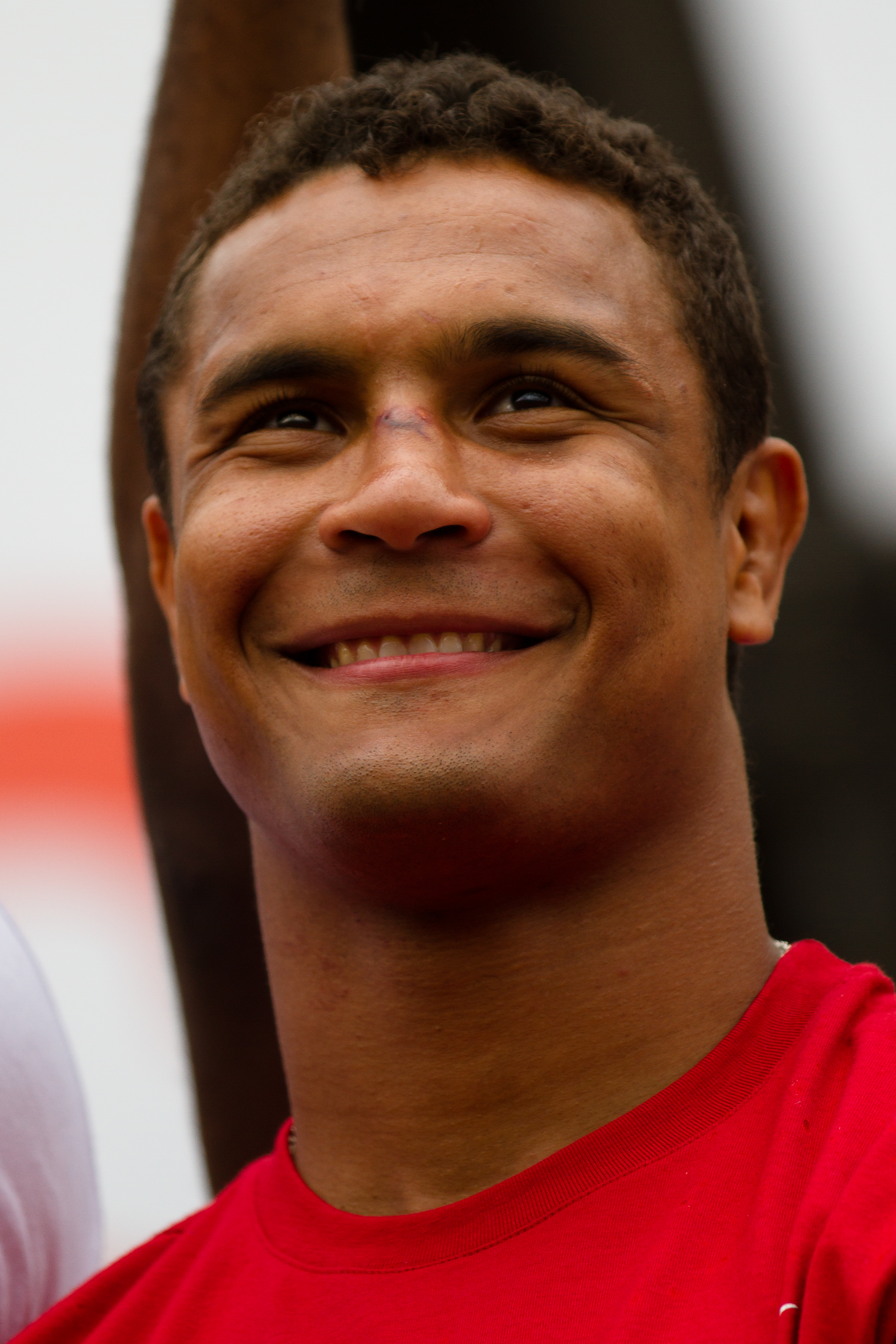
Thierry Dusautoir

- Teodorico di Alsazia, conte di Fiandra
- Teodorico di Freiberg, filosofo e teologo tedesco
- Teodorico il Grande, re degli Ostrogoti
- Teodorico Bonacci, politico italiano
- Teodorico Caporaso, marciatore italiano
- Teodorico de' Borgognoni, medico e vescovo cattolico italiano
- Teodorico Pedrini, musicista, sacerdote e missionario italiano
- Teodorico Pietrocola Rossetti, predicatore evangelico e patriota italiano

### Variante Thierry

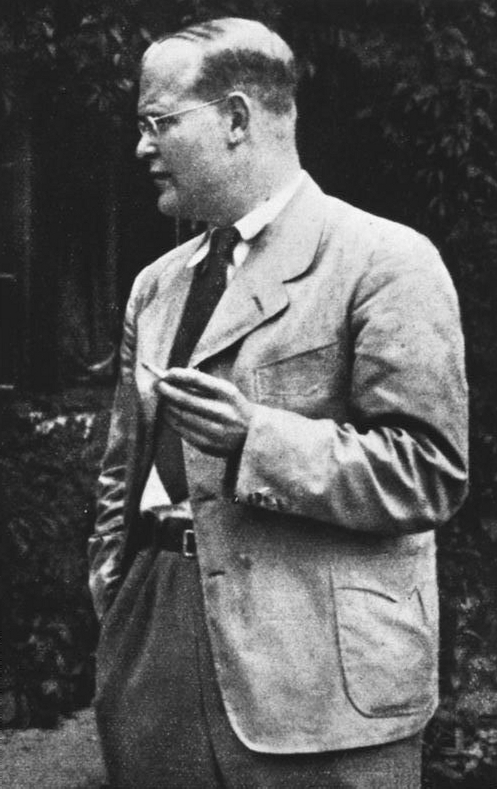
Dietrich Bonhoeffer

- Thierry Boutsen, pilota automobilistico belga
- Thierry Dusautoir, rugbista a 15 francese
- Thierry Henry, calciatore e allenatore di calcio francese
- Thierry Lhermitte, attore francese
- Thierry Marie, ciclista su strada e pistard francese
- Thierry Meyssan, giornalista e attivista francese
- Thierry Mugler, stilista e fotografo francese
- Thierry Neuville, pilota di rally belga
- Thierry van den Bosch, pilota motociclistico francese

### Variante Dietrich
- Dietrich Bonhoeffer, teologo e pastore luterano tedesco
- Dietrich Buxtehude, compositore e organista tedesco
- Dietrich Eckart, politico tedesco
- Dietrich Fischer-Dieskau, baritono tedesco
- Dietrich Hollinderbäumer, attore tedesco
- Dietrich Mateschitz, imprenditore austriaco
- Dietrich Thurau, ciclista su strada e pistard tedesco
- Dietrich Tiedemann, filosofo tedesco
- Dietrich von Choltitz, generale tedesco
- Dietrich von Hildebrand, teologo e filosofo tedesco

### Variante Dirk
- Dirk Benedict, attore statunitense

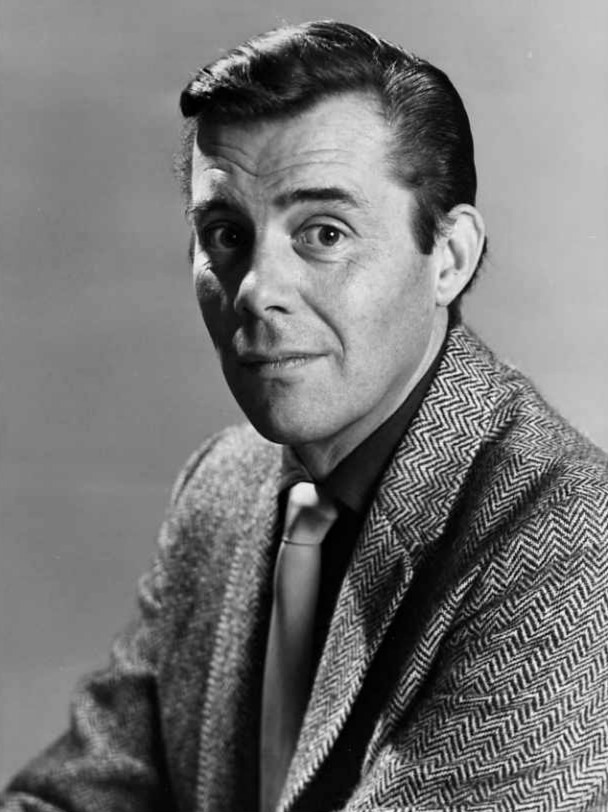
Dirk Bogarde

- Dirk Bogarde, attore, cantante e scrittore britannico
- Dirk Galuba, attore tedesco
- Dirk Hartog, marinaio ed esploratore olandese
- Dirk Kuijt, calciatore e allenatore di calcio olandese
- Dirk Nowitzki, cestista tedesco
- Dirk van der Aa, pittore olandese

### Altre varianti
- Diederik Aerts, fisico belga
- Didrik Slagheck, arcivescovo cattolico danese
- Diederik Sonoy, patriota e militare olandese
- Didrik Tønseth, fondista norvegese

## Il nome nelle arti
- Thierry è un personaggio de La canzone di Rolando.
- Thierry de Janville è un personaggio della serie televisiva Thierry La Fronde.
- Dirk Gently è un personaggio letterario creato da Douglas Adams.
- Dirk Pitt è un personaggio di diversi romanzi scritti da Clive Cussler.